# Grand Prix automobile de Monaco 1933

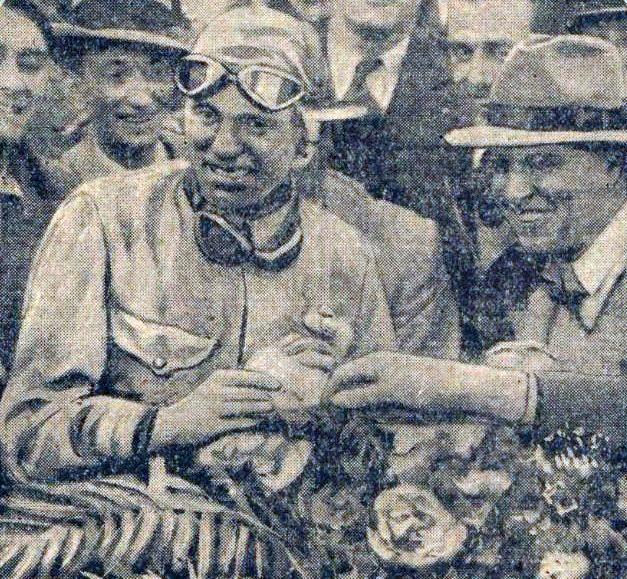
Achille Varzi, vainqueur du Grand Prix de Monaco 1933.

Le Grand Prix automobile de Monaco 1933 est un Grand Prix qui s'est tenu sur le circuit de Monaco le 23 avril 1933.
Il s'agit du tout premier Grand Prix où les positions sur la grille de départ sont attribués à la suite des temps réalisés aux essais, abandonnant la méthode de l'attribution par ballotage. Achille Varzi et Tazio Nuvolari s'échangent la tête de la course à de nombreuses reprises. C'est Varzi qui remporte l'épreuve, profitant que la voiture de Nuvolari ait pris feu dans le dernier tour à la suite d'un surrégime.

## Grille de départ
| 1re ligne | Pos. 3                           | Pos. 2                             | Pos. 1                        |
| --------- | -------------------------------- | ---------------------------------- | ----------------------------- |
|           | Borzacchini Alfa Romeo 2 min 3 s | Chiron Alfa Romeo 2 min 3 s        | Varzi Bugatti 2 min 2 s       |
| 2e ligne  | Pos. 6                           | Pos. 5                             | Pos. 4                        |
|           | Dreyfus Bugatti 2 min 5 s        | Étancelin Alfa Romeo 2 min 4 s     | Nuvolari Alfa Romeo 2 min 4 s |
| 3e ligne  | Pos. 9                           | Pos. 8                             | Pos. 7                        |
|           | Lehoux Bugatti 2 min 7 s         | Wimille Alfa Romeo 2 min 6 s       | Fagioli Maserati 2 min 6 s    |
| 4e ligne  | Pos. 12                          | Pos. 11                            | Pos. 10                       |
|           | Falchetto Bugatti 2 min 9 s      | Zehender Maserati 2 min 8 s        | Trossi Alfa Romeo 2 min 8 s   |
| 5e ligne  | Pos. 15                          | Pos. 14                            | Pos. 13                       |
|           | Birkin Alfa Romeo 2 min 11 s     | Grover-Williams Bugatti 2 min 11 s | Howe Bugatti 2 min 9 s        |
| 6e ligne  | Pos. 18                          | Pos. 17                            | Pos. 16                       |
|           | Hartmann Bugatti Pas de temps    | Sommer Bugatti Pas de temps        | Siena Alfa Romeo Pas de temps |

## Classement de la course
| Pos  | N° | Pilote                  | Écurie           | Châssis          | Tours | Temps/Abandon         | Grille |
| ---- | -- | ----------------------- | ---------------- | ---------------- | ----- | --------------------- | ------ |
| 1    | 10 | Achille Varzi           | Bugatti          | Bugatti T51      | 100   | 3 h 27 min 49 s 4     | 1      |
| 2    | 26 | Baconin Borzacchini     | Scuderia Ferrari | Alfa Romeo Monza | 100   | + 2 min 0 s 0         | 3      |
| 3    | 8  | René Dreyfus            | Bugatti          | Bugatti T51      | 99    | + 1 tour              | 6      |
| Dsq. | 28 | Tazio Nuvolari          | Scuderia Ferrari | Alfa Romeo Monza | 99    | + 1 tour              | 4      |
| 4    | 16 | Louis Chiron            | Scuderia CC      | Alfa Romeo Monza | 97    | + 3 tours             | 2      |
| 5    | 32 | Carlo Felice Trossi     | Scuderia Ferrari | Alfa Romeo Monza | 97    | + 3 tours             | 10     |
| 6    | 38 | Goffredo Zehender       | Raymond Sommer   | Maserati 8CM     | 94    | + 6 tours             | 11     |
| 7    | 12 | William Grover-Williams | Bugatti          | Bugatti T51      | 90    | + 10 tours            | 14     |
| 8    | 24 | László Hartmann         | Privé            | Bugatti T35B     | 86    | + 14 tours            | 18     |
| Abd. | 14 | Benoît Falchetto        | Privé            | Bugatti T51      | 84    | Essieu arrière        | 12     |
| Abd. | 18 | Philippe Étancelin      | Privé            | Alfa Romeo Monza | 69    | Arbre de transmission | 5      |
| Abd. | 34 | Luigi Fagioli           | Privé            | Maserati 8C 3000 | 61    | Carburateur           | 7      |
| Abd. | 6  | Earl Howe               | Privé            | Bugatti T51      | 48    | Essieu arrière        | 13     |
| Abd. | 22 | Jean-Pierre Wimille     | Privé            | Alfa Romeo Monza | 28    | Freins                | 8      |
| Abd. | 20 | Marcel Lehoux           | Privé            | Bugatti T51      | 25    | Transmission          | 8      |
| Ret  | 36 | Raymond Sommer          | Raymond Sommer   | Maserati 8CM     | 19    | Bielle                | 17     |
| Abd. | 4  | Tim Birkin              | Bernard Rubin    | Alfa Romeo Monza | 17    | Différentiel          | 15     |
| Abd. | 30 | Eugenio Siena           | Scuderia Ferrari | Alfa Romeo Monza | 7     | Différentiel          | 16     |
| Np.  | 2  | Rudolf Caracciola       | Scuderia CC      | Alfa Romeo Monza |       | Accident aux essais   |        |

,
- Légende: Abd.=Abandon - Np.=Non partant - Dsq.=Disqualifié.

## Pole position et record du tour
- Pole position : Achille Varzi en 2 min 2 s.
- Meilleur tour en course : Achille Varzi en 2 min 3 s.